# Апоногетон жестколистный
Апоногето́н жестколи́стный (лат. Aponogeton rigidifolius) — водное травянистое растение, принадлежащее к роду Апоногетон, единственному роду семейства Апоногетоновые.

## Описание
Апоногетон жестколистный представляет собой травянистый куст без стебля, с длинными продольно жилковатыми листьями оливкового или тёмно-зелёного цвета, слегка волнистыми по краям, достигающий в высоту 50—60 сантиметров. В природе распространён на острове Шри-Ланка.

## Культивирование
При культивировании жестколистного апоногетона в аквариуме оптимальная температура воды составляет 24—26 °C. При температуре ниже 22 °C рост растения замедляется и оно погибает. В отличие от других представителей рода, вода для жестколистного апоногетона должна быть нейтральной или слабощелочной (pH 7—7,2) и довольно жёсткой (7—12 немецких градусов). Растение теневыносливо, освещение может быть умеренным, продолжительность светового дня — не менее 12 часов. Для более яркой окраски листьев желательно искусственное освещение. Грунт необходим питательный, умеренно заилённый, состоящий из мелкой или средней гальки с добавлением глины, торфа и древесного угля. Корневая система довольно развитая, поэтому необходим слой грунта толщиной не менее 5 сантиметров. Апоногетон жестколистный растёт довольно медленно, поэтому для стабильного роста необходима подкормка минимальными дозами минеральных удобрений.
В условиях аквариума растение цветёт очень редко, поэтому размножают его делением корневища, причём делить можно как корневище с ростовыми почками, так и корневища, на которых уже образовались молодые растения.